# À vous les femmes
Albums de Julio Iglesias
Sono un pirata, sono un signore (en)
(1978) Innamorarsi alla mia età
(1979)
Singles
1. Pauvres Diables
Sortie : mai 1979
2. Où est passée ma bohème
Sortie : septembre 1979
3. Je n'ai pas changé
Sortie : janvier 1980

À vous les femmes est le deuxième album francophone du chanteur espagnol Julio Iglesias sorti en mai 1979 chez CBS.  
C'est l'album le plus vendu de la carrière de Julio Iglesias en France, ayant été vendu à plus de 1,2 million d'exemplaires et a été certifié disque de diamant par le Syndicat national de l'édition phonographique,,,. Il est également certifié disque d'or au Canada.

## Chansons
Les chansons de l'album sont pour la plupart des adaptations en français de titres parus sur l'album Emociones sorti en 1978. La chanson Je l'aime encore (Dónde estaras) est tirée de l'album A mis 33 años de 1977 et Les Traditions est l'adaptation française de La nostra buona educazione, incluse dans l'album Innamorarsi alla mia età de 1979. Les titres Moi je t'aime et Un jour c'est toi, un jour c'est moi sont des reprises des chansons Summer Love et Give Me Your Love respectivement, interprétées par le chanteur trinidadien Phil Trim (es),.
Trois singles ont été extraits de l'album, Pauvres Diables, Où est passée ma bohème et Je n'ai pas changé, qui se classent parmi les dix meilleures ventes en France.

## Liste des titres
| No  | Titre                                | Auteur                                                                | Durée |
| --- | ------------------------------------ | --------------------------------------------------------------------- | ----- |
| 1.  | Pauvres Diables                      | - Julio Iglesias - Manuel de la Calva - Ramón Arcusa - Michel Jourdan | 3:01  |
| 2.  | L'amour c'est quoi                   | - Iglesias - de la Calva - Arcusa - Claude Lemesle                    | 4:51  |
| 3.  | Les Traditions                       | - G. Belfiore - Genovese - Jourdan                                    | 3:33  |
| 4.  | Je n'ai pas changé                   | - D. Ramos - Iglesias - Lemesle                                       | 3:32  |
| 5.  | Moi je t'aime                        | - Ph. Trim - de la Calva - Arcusa - R. Bernet                         | 3:22  |
| 6.  | Où est passée ma bohème              | - G. Roig - Jourdan                                                   | 3:54  |
| 7.  | Le Mal de toi                        | - M. Alejandro - A. Magdalena - J. Mercury                            | 4:34  |
| 8.  | Souriez madame                       | - Iglesias - J.L. Navarro - de la Calva - Arcusa - Jourdan            | 3:32  |
| 9.  | Je l'aime encore                     | - de la Calva - Arcusa - Jourdan                                      | 2:58  |
| 10. | Un jour c'est toi, un jour c'est moi | - Trim - de la Calva - Arcusa - Jourdan                               | 3:01  |

## Crédits
- Ramón Arcusa – producteur, arrangements, chef d'orchestre
- Pierre Carrel – producteur
- Maxime Ruiz – photographie

Adaptés des notes d'accompagnement de À vous les femmes,.

## Classements et certifications

### Classements hebdomadaires
| Classement (1979–80)         | Meilleure position |
| ---------------------------- | ------------------ |
| Belgique (Billboard Benelux) | 3                  |
| France (SNEP)                | 4                  |
| Québec (Palmarès des albums) | 3                  |

### Certifications
| Pays                                                                    | Certification | Ventes    |
| ----------------------------------------------------------------------- | ------------- | --------- |
| Canada (Music Canada)                                                   | Or            | 50 000^   |
| France (SNEP)                                                           | Diamant       | 1 200 000 |
| ^Mise en rayon selon la certification xNon précisé par la certification |               |           |